# Jan Śliwka
Jan Marek Śliwka (ur. 28 lipca 1961 w Kraśniku) – generał broni pilot Wojska Polskiego w stanie spoczynku, I Zastępca Dowódcy Generalnego Rodzajów Sił Zbrojnych w latach 2016–2021.

## Życiorys
W latach 1997–1999 dowodził 10 pułkiem lotnictwa myśliwskiego w Łasku. Od września 2001 roku do lutego 2003 roku dowodził 2 Brygadą Lotnictwa Taktycznego. W latach 2003–2006 zajmował stanowiska w 3 Korpusie Obrony Powietrznej: jako szef szkolenia oraz szef sztabu-zastępca dowódcy. Kolejne stanowisko objął poza granicami kraju w Finderup w Danii. Było to stanowisko zastępcy Dowódcy Centrum Dowodzenia Operacjami Powietrznymi. Z dniem 1 października 2010 roku objął obowiązki dowódcy Centrum Operacji Powietrznych, które pełnił do stycznia 2014 roku. Do 27 stycznia 2016 roku zajmował stanowisko Inspektora Sił Powietrznych w Dowództwie Generalnym Rodzajów Sił Zbrojnych (DG RSZ), a z dniem 28 stycznia 2016 roku został wyznaczony na zastępcę Dowódcy Generalnego RSZ.
W dniu 28 lipca 2021 r. w związku z osiągnięciem wieku emerytalnego zakończył służbę na stanowisku I Zastępcy Dowódcy Generalnego i został przeniesiony w stan spoczynku.

## Awanse generalskie
- generał brygady – 10 października 2005[4][5]
- generał dywizji – 9 sierpnia 2011[6]
- generał broni – 1 marca 2020[7]

## Odznaczenia
- Krzyż Kawalerski Orderu Odrodzenia Polski – 2021[8][9]
- Złoty Krzyż Zasługi – 2005[10]
- Srebrny Krzyż Zasługi – 1999[11]
- Lotniczy Krzyż Zasługi – 2012[12]
- Złoty Medal „Siły Zbrojne w Służbie Ojczyzny”
- Srebrny Medal „Siły Zbrojne w Służbie Ojczyzny”
- Brązowy Medal „Siły Zbrojne w Służbie Ojczyzny”
- Złoty Medal „Za zasługi dla obronności kraju” – 2018[13]
- Srebrny Medal „Za zasługi dla obronności kraju”
- Brązowy Medal „Za zasługi dla obronności kraju”
- Odznaka Pilota Wojskowego
- Odznaka Skoczka Spadochronowego Wojsk Lotniczych
- Odznaka Honorowa Sił Powietrznych – 2013
- Odznaka tytułu honorowego „Zasłużony Pilot Wojskowy” – 2013[14]
- Odznaka tytułu honorowego „Zasłużony Żołnierz RP” II Stopnia (Srebrna)
- wpis do Księgi Honorowej Wojska Polskiego – 2012[15]
- Odznaka pamiątkowa COP
- Odznaka pamiątkowa DG RSZ
- Odznaka absolwenta AON
- Złoty Medal Za Zasługi dla Policji – 2014[16]
- Odznaka wyróżnienia International Honor Roll nadanego przez Air University(inne języki) w Maxwell Air Force Base – Stany Zjednoczone, 2017[17]
- Legia Honorowa – Francja, 2021[18]